# Marianne Jahn
Marianne Jahn (ur. 14 grudnia 1942 w Zürs, zm. 30 lipca 2025 w Balzers) – austriacka narciarka alpejska, trzykrotna medalistka mistrzostw świata.
Wystartowała na igrzyskach olimpijskich w Squaw Valley w 1960 roku, gdzie po pierwszym przejeździe w slalomie zajmowała drugą pozycję. W drugim przejeździe została jednak zdyskwalifikowana. Na rozgrywanych dwa lata później mistrzostwach świata w Chamonix wywalczyła trzy medale. Najpierw zwyciężyła w gigancie, wyprzedzając swą rodaczkę, Erikę Netzer i Joan Hannah z USA. Trzy dni później zwyciężyła także w slalomie, wyprzedzając Francuzkę Marielle Goitschel i Erikę Netzer. W zjeździe zajęła 22. miejsce, jednak w kombinacji wywalczyła srebrny medal. Na podium rozdzieliła Marielle Goitschel i Erikę Netzer. Brała również udział w igrzyskach olimpijskich w Innsbrucku w 1964 roku, gdzie zajęła 13. miejsce w gigancie, a rywalizacji w slalomie nie ukończyła.
Była też dwukrotną mistrzynią Austrii: w slalomie (1963) i gigancie (1961).

## Osiągnięcia

### Igrzyska olimpijskie
| Miejsce | Dzień     | Rok  | Miejscowość  | Konkurencja | Czas biegu | Strata | Zwyciężczyni        |
| ------- | --------- | ---- | ------------ | ----------- | ---------- | ------ | ------------------- |
| DSQ     | 26 lutego | 1960 | Squaw Valley | Slalom      | 1:49,6     | -      | Anne Heggtveit      |
| DNF1    | 1 lutego  | 1964 | Innsbruck    | Slalom      | 1:29,86    | -      | Christine Goitschel |
| 13.     | 3 lutego  | 1964 | Innsbruck    | Gigant      | 1:52,24    | +3,71  | Marielle Goitschel  |

### Mistrzostwa świata
| Miejsce | Dzień     | Rok  | Miejscowość  | Konkurencja | Czas biegu | Strata    | Zwyciężczyni        |
| ------- | --------- | ---- | ------------ | ----------- | ---------- | --------- | ------------------- |
| DSQ     | 26 lutego | 1960 | Squaw Valley | Slalom      | 1:49,6     | -         | Anne Heggtveit      |
| 1.      | 11 lutego | 1962 | Chamonix     | Gigant      | 1:41,53    | -         | -                   |
| 1.      | 14 lutego | 1962 | Chamonix     | Slalom      | 1:34,84    | -         | -                   |
| 22.     | 17 lutego | 1962 | Chamonix     | Zjazd       | 2:09,08    | +9,69     | Christl Haas        |
| 2.      | 17 lutego | 1962 | Chamonix     | Kombinacja  | 41,13 pkt  | +3,65 pkt | Marielle Goitschel  |
| DNF     | 1 lutego  | 1964 | Innsbruck    | Slalom      | 1:29,86    | -         | Christine Goitschel |
| 13.     | 3 lutego  | 1964 | Innsbruck    | Gigant      | 1:52,24    | +3,71     | Marielle Goitschel  |